# Grey Will Fade
Grey Will Fade es el primer álbum de la cantante/guitarrista británica Charlotte Hatherley, lanzado el 16 de agosto del 2004, cuando todavía formaba parte de la banda Ash. Fue animada a lanzar un disco por el vocalista y guitarrista de Ash, Tim Wheeler, debido al éxito del sencillo "Grey Will Fade" que compuso Charlotte en la banda, que apareció como "cara B" en el sencillo de 2001 "There's a Star".

## Lista de temas
Todos los temas están escritos por Charlotte Hatherley.
1. "Kim Wilde" – 4:20
2. "Rescue Plan" – 2:55
3. "Paragon" – 4:13
4. "Summer" – 4:50
5. "Down" – 4:35
6. "Stop" – 3:46
7. "Where I'm Calling From" – 3:56
8. "Why You Wanna?" – 4:16
9. "Bastardo" – 3:56
10. "Grey Will Fade" – 4:46

## Créditos
- Charlotte Hatherley - Voz, guitarra, bajo, teclado. Mezcla.
- Eric Drew Feldman - Bajo, teclado. Mezcla, producción.
- Rob Laufer - Teclado, coros. Mezcla.
- Rob Ellis - Batería.
- Moris Tepper - Guitarra.
- Nick Vincent - Batería
- Mark Chalecki - Masterización.
- Emma Summerton - Fotografía.
- Oscar Wright - Arte del diseño.